# Рокка-д'Араццо
Рокка-д'Араццо (італ. Rocca d'Arazzo, п'єм. La Ròca d'Arass) — муніципалітет в Італії, у регіоні П'ємонт, провінція Асті.
Рокка-д'Араццо розташована на відстані близько 480 км на північний захід від Рима, 55 км на південний схід від Турина, 7 км на південний схід від Асті.
Населення — 946 осіб (2014).
Щорічний фестиваль відбувається 28 серпня. Покровитель — San Genesio.

## Демографія
Населення за роками:

Станом на 1 січня 2023 року в муніципалітеті офіційно проживало 87 іноземців з 15 країн, серед них 49 громадян країн Євросоюзу.

## Сусідні муніципалітети
- Асті
- Аццано-д'Асті
- Кастелло-ді-Анноне
- Момберчеллі
- Монтальдо-Скарампі
- Монтегроссо-д'Асті
- Роккетта-Танаро
- Вільяно-д'Асті